# Бутарке
Бутарке (на испански: Estadio Municipal de Butarque) е футболен стадион в Леганес, Мадридска област, Испания. На него домкакинските си мачове играе отборът на КД Леганес.
Стадионът носи името на светеца патрон на общината, местната река и общински парк в близост до самия стадион. Построен е от 1997 до 1998 година с цел да замени предишния стадион на клуба – Естадио Луис Родригез до Мигел. Официално е открит на 14 февруари 1998 година с мач между КД Леганес и Херес КД.
Първоначалният капацитет на стадиона е от 8138, но след изкачването на клуба в Примера Дивисион на Испания през 2016 година е увеличен до 10 954. Последват още две разширения и през 2024 година е постигнат капацитет от 13 089 души.
Освен футболни мачове на стадиона се провеждат и музкални концерти.